# ثيتينا
بلدية ثيتينا (بالإسبانية: Cetina) هي بلدية تقع في مقاطعة سرقسطة التابعة لمنطقة أراغون شمال شرق إسبانيا.

## الديموغرافيا
بلغ عدد سكان بلدية ثيتينا 687 نسمة عام 2011 (وفقاً للمعهد الوطني الإسباني للإحصاء).
| 761 | 736 | 724 | 711 | 693 | 717 | 687 |